# Awaš (město)
Awaš (někdy též Avaš, amharsky አዋሽ [ʾawaʃ]) je trhové město ve střední Etiopii. Nachází se ve svazovém státě Afarsko. Leží poblíž soutěsky na řece Awaš, po níž nese jméno. Město leží na džibutsko-etiopské železnici, která přechází tuto soutěsku mostem. Awaš leží vně blízkého národního parku Awaš, který je znám pro svou divokou zvěř, kalderu Fentale a horké prameny Filwoha. Zdejší trhy se konají každé pondělí a lze zde nalézt afarské řemeslné výrobky.

## Obyvatelstvo
Podle údajů Etiopského ústředního statistického úřadu žilo podle sčítání obyvatelstva v roce 2007 v Awaši 16 849 městských obyvatel, z nichž bylo 8 453 mužů a 8 396 žen. Nejrozšířenějším náboženstvím je islám (68,3 %) a dále etiopská pravoslavná církev 25,7%, protestanti 5,2 % a etiopská katolická církev 0,5 %. Počet obyvatel roste; podle sčítání lidu v roce 1994 žilo ve městě 8 684 obyvatel.

## Historie
Ocelový most přes řeku Awaš byl postaven v roce 1914 pro džibutsko-etiopské železnici a nahradil dřívější dřevěný. Stavba musela čelit velkým potížím při přepravě nosníků z Džibuti, ale jakmile materiál dorazil, byla stavba dokončena během deseti dnů. Awaš vyrostl kolem nádraží, které bylo otevřeno nedlouho po roce 1917, kdy byla uvedena do provozu celá trať. Hotel pro cestující byl postaven rok po té. V Awaši existuje od 1. září 1923 poštovní úřad (byl zřízen po Addis Abebě, Hararu a Dire Dawě jako čtvrtý v Etiopii).
Během italské okupace v Awaši fungovala pošta, telegraf, hotel a restaurace. Město bylo osvobozeno v dubnu 1941 22. východoafrickou brigádou královských afrických střelců, která sem od Dire Dawy postoupila během tří dnů. Její jednotky poté pokračovaly v postupu přes Awaš, přestože silniční i železniční most byly zničeny ustupujícími Italy. Most byl bezprostředně poté ženisty provizorně opraven a roce 1946 byl zcela zrekonstruován.
V Awaši se během marxistické diktatury nacházel jeden z pěti výcvikových táborů etiopských Lidových milicí.

## Železniční neštěstí
Dne 13. ledna 1985 vykolejil v Awaši vlak džibutsko-etiopské železnice a čtyři z pěti vagónů se zřítily do soutěsky. Odhaduje, že z odhadované tisícovky cestujících bylo usmrceno přinejmenším 428 osob a zraněno 500. Jednalo se o nejhorší železniční nehodu v africké historii. Má se za to, že příčinou havárie byla nadměrná rychlost vlaku ve směrovém oblouku na mostě přes soutěsku.